# Boris Grigorjev
Boris Grigorjev (russisk: Бори́с Алексе́евич Григо́рьев) (født 26. oktober 1935 i Irkutsk i Sovjetunionen, død 8. august 2012 i Moskva i Rusland) var en sovjetisk filminstruktør og skuespiller.

## Filmografi
- Parol ne nuzjen (Пароль не нужен, 1967)[2][3]
- Tak natjinalas legenda (Так начиналась легенда, 1976)
- Ogarjova, 6 (Огарёва, 6, 1980)
- Petrovka, 38 (Петровка, 38, 1980)
- Pristupit k likvidatsii (Приступить к ликвидации, 1983)
- Nagradit (posmertno) (Наградить (посмертно), 1986)